# Hans Hennecke (Autor)
Hans Hennecke (* 30. März 1897 in Betheln; † 21. Januar 1977 in Gröbenzell) war ein deutscher Literaturkritiker und Übersetzer.

## Leben
Hans Hennecke war der Sohn von Edgar Hennecke, der Pfarrer in Betheln war. Er wuchs auf in Düren/Rheinland, wo er auch das Gymnasium besuchte. Hennecke nahm als Soldat am Ersten Weltkrieg teil und wurde verwundet. Er studierte Germanistik, Anglistik und Romanistik an den Universitäten in Berlin und Göttingen. Ab 1930 war er in Berlin als Lektor für diverse Verlage tätig. Gretel Adorno fragte Walter Benjamin im Januar 1936: „Kennst Du übrigens einen Deiner größten Verehrer in Berlin Hans Hennecke [...]?“
1946 ging Hennecke nach München, wo er bis 1948 die Zeitschrift "Die Fähre" herausgab. Danach schrieb er als freier Literaturkritiker für deutsche Zeitungen; daneben übersetzte er englische und amerikanische Autoren ins Deutsche. Zwischen 1962 und 1968 hielt er als Gastprofessor Vorlesungen an Universitäten in den Vereinigten Staaten und Kanada.
Hans Hennecke spielte als Essayist und Übersetzer seit den
Dreißigerjahren eine bedeutende Rolle bei der Vermittlung neuerer englischsprachiger Autoren im deutschen Sprachraum; außerdem setzte er sich für zwischenzeitlich "vergessene" Autoren wie z. B. Arno Holz, Alfred Mombert und Albrecht Schaeffer ein.
Hans Hennecke war Mitglied der Deutschen Akademie für Sprache und Dichtung in Darmstadt und des Deutschen PEN-Zentrums. Er erhielt 1950 den Großen Literaturpreis der Akademie der Wissenschaften und der Literatur in Mainz, 1956 die Ehrengabe des Kulturkreises der deutschen Wirtschaft sowie 1969 für sein übersetzerisches Werk den Johann-Heinrich-Voß-Preis der Darmstädter Akademie.

## Werke
- Dichtung und Dasein, Berlin 1950
- Kritik, Gütersloh 1958

## Herausgeberschaft
- Stephen Crane: Im Rettungsboot. Bergen/Obb. 1948.
- Ralph Waldo Emerson: Essays. Bergen/Obb. 1949.
- Nathaniel Hawthorne: Ein Mann namens Wakefield und andere Erzählungen. Bergen/Obb. 1949.
- Henry James: Der Altar der Toten. Bergen/Obb. 1949.
- mit Curt Hohoff, Karl Vossler, Georg Britting: Lyrik des Abendlandes. München 1949.
- Thomas S. Eliot: Ausgewählte Essays. Berlin u. a. 1950.
- Alfred Mombert: Alfred Mombert. Wiesbaden 1952.
- Rudolf Borchardt: Rudolf Borchardt. Wiesbaden 1954.
- mit Hermann Kunisch: Handbuch der deutschen Gegenwartsliteratur. München 1965.

## Übersetzungen
- Jacques Chardonne: Eva oder Das unterbrochene Tagebuch, Berlin 1932 (übersetzt zusammen mit Nanni Collin)
- Englische Gedichte von Shakespeare bis W. B. Yeats, Berlin 1938
- William Faulkner: Ein grüner Zweig, Zürich 1957
- William Faulkner: Sieg in den Bergen, München 1956
- Herbert Gorman: James Joyce, Hamburg 1957 (übersetzt zusammen mit Hans Vogel)
- Henry James: Maisie, Köln [u. a.] 1955
- Henry James: Prinzessin Casamassima, Köln [u. a.] 1954
- Dilys Laing: Das große Jahr, München 1954
- Theodore Francis Powys: König Duck, Berlin 1938 (übersetzt zusammen mit Joachim Moras)
- Claire Sainte-Soline: Zwischen Morgen und Abend, Hamburg 1939
- William Saroyan: Wir Lügner, Frankfurt a. M. 1952 (übersetzt zusammen mit Otto Schrag)
- Fortunat Strowski: Vom Wesen des französischen Geistes, München [u. a.] 1937
- Robert Penn Warren: Ausgewählte Essays, Gütersloh 1961 (übersetzt zusammen mit Hans Walz)